# Watcharapong Klahan
Watcharapong Klahan (Thai: วัชรพงศ์ กล้าหาญ; * 31. August 1978 in Suphanburi) ist ein ehemaliger thailändischer Fußballspieler und heutiger Trainer.

## Karriere

### Spieler

#### Verein
Seine Karriere begann er in der Jugend der FC Thai Farmers Bank und schloss sich im Jahr 2000 der Seniorenmannschaft des Vereins an. Im Zuge der Asienkrise wurde der Verein aufgelöst und er wechselte zum FC TOT. Mit dem Verein stieg er 2002/03 in die zweite thailändische Liga ab und ein Jahr später auf. Als der Klub 2005 die Liga erneut nicht halten konnte, wechselte er zur FC Bangkok Bank. Er spielte für den Verein lediglich ein Jahr und wechselte im Januar 2008 zum FC Chula United. Der Verein aus der Hauptstadt Bangkok spielte in der ersten Liga, der Thai Premier League. Am Ende der Saison 2009 musste er mit dem Verein den Weg in die Zweitklassigkeit antregen. Mitte 2010 verließ er den Verein und schloss sich in Sisaket dem Erstligisten Sisaket FC an. Von Juli 2012 bis Dezember 2014 stand er beim Bangkoker Erstligisten Army United unter Vertrag. Das letzte Jahr seiner Karriere spielte er 2015 beim Ubon UMT United in der dritten Liga. Am Ende der Saison wurde er mit dem Verein aus Ubon Ratchathani Gesamtmeister der Liga und stieg in die zweite Liga auf.

#### Nationalmannschaft
Für die thailändische Nationalmannschaft spielte er bereits in der U-17. Mit ihr nahm er 1996 an der U-17-Fußball-Asienmeisterschaft teil und erreichte das Finale des Turniers. Damit waren sie auch für die Endrunde der U-17-Fußball-Weltmeisterschaft 1997 qualifiziert, bei der Watcharapong ebenfalls wieder zum Kader gehörte. Seine Karriere setzte er dann 1999 im Aufgebot der U-23 fort, welche um die Qualifikation für die Olympischen Sommerspiele 2000 in Sydney kämpfte.
Für die Seniorenmannschaft war er möglicherweise des Öfteren für den Kader aufgeboten, kam wohl dabei jedoch zu keinem Einsatz.

### Trainer
Watcharapong Klahan übernahm Ende Juli 2018 das Traineramt beim Zweitligisten Udon Thani FC. Bei dem Verein aus Udon Thani stand er bis Saisonende 2018 an der Seitenlinie. Vom 1. Januar 2020 bis 15. Juni 2022 war er Torwarttrainer beim Erstligisten Ratchaburi FC in Ratchaburi. Direkt im Anschluss übernahm er den Torwarttrainerposten beim Erstligisten PT Prachuap FC.

## Erfolge

### Verein
FC TOT
- Thailändischer Zweitligameister: 2003/01  ▲

Ubon UMT United
- Regional League Division 2: 2015  ▲

### Nationalmannschaft
- 1996 – U-17-Fußball-Asienmeisterschaft – Finalist
- 1997 – Teilnahme an der Endrunde zur U-17-Fußball-Weltmeisterschaft 1997